# Palmarin
Palmarin (ou Palmarin Fakao ou Nguedj) est une localité côtière du Sénégal, située dans le Sine-Saloum, au début de la pointe de Sangomar, entre Joal-Fadiouth et Djifer. 

## Histoire
Autrefois Palmarin faisait partie du Royaume du Sine.

Vers 1785, Geoffroy de Villeneuve évoque cet épisode tragique de l'histoire du village :
« En suivant toujours la côte, on rencontre le village de Palmarin, appelé aussi le grand Guioala ou grand Joal. Situé à l'embouchure d'une rivière à laquelle il donne son nom, entouré d'un côté par la mer, de l'autre par des marais, ce village se croyait à l'abri de toute incursion. Les habitants, enhardis par leur position, refusèrent de payer les impôts, et massacrèrent même les collecteurs ; mais le bour-sin, ayant découvert un gué, passa dans l'île avec son armée, tomba à l'improviste sur les habitants, et les réduisit la plupart en esclavage. »
Au XIXe siècle on y pratiquait le commerce de l'ivoire et de la fourrure.

En 1848, le comte Édouard Bouët-Willaumez, officier de marine et explorateur français, décrit ainsi l'environnement de Palmarin :
« De Joal à Palmarin, la côte est coupée par de petites rivières ou marigois qui viennent déboucher à la mer, surtout pendant la saison des pluies : l'une d'elles prend le nom de rivière Goussau-Gué ; à 2 milles de cette rivière s'avance la pointe de Palmarin, reconnaissable à des touffes d'arbres fort distinctes, au milieu desquelles sont bâtis quelques-uns des villages de ce nom. »

## Administration

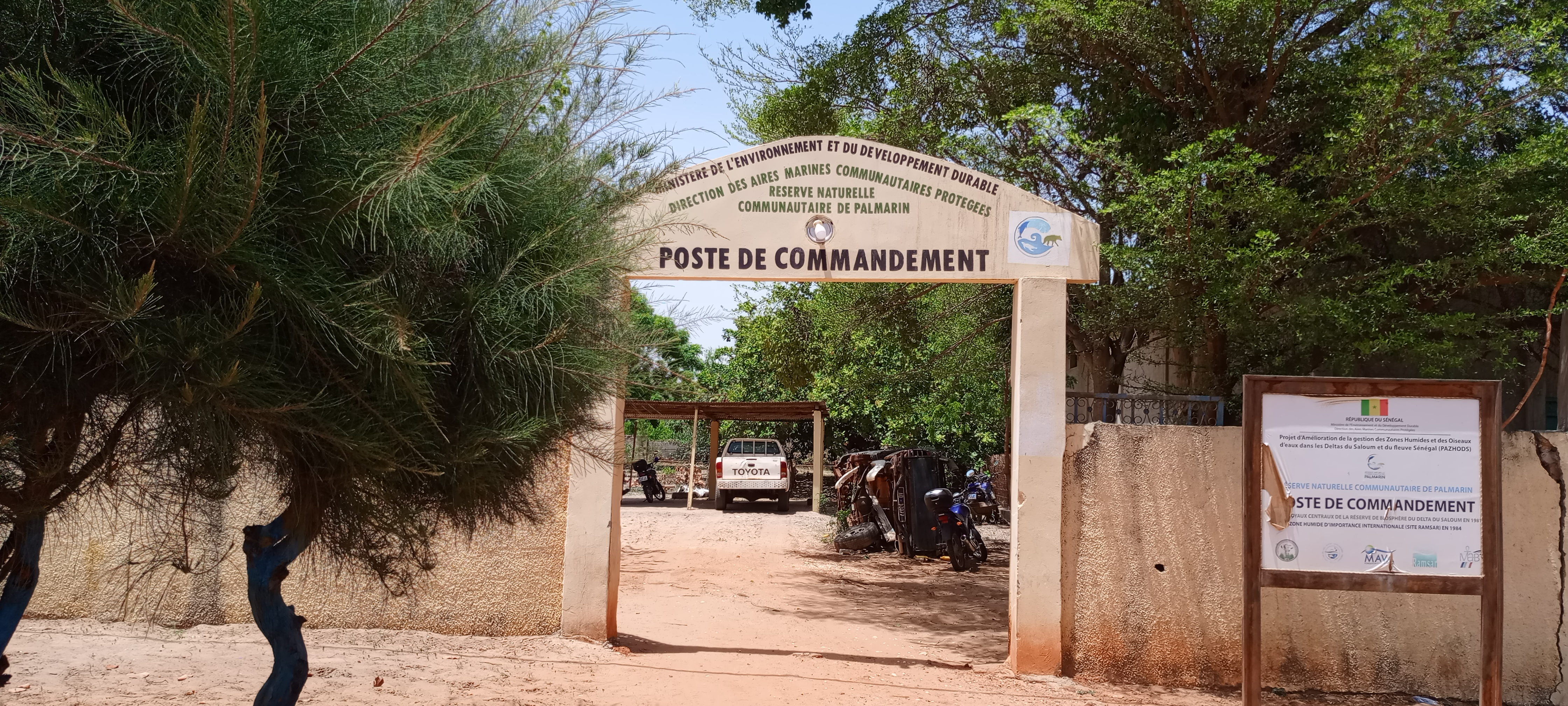
Entrée poste de commandement de la réserve naturelle de Palmarin

Palmarin fait partie du département de Fatick dans la région de Fatick.
La communauté rurale regroupe plusieurs quartiers, Palmarin Diakhanor, Palmarin Ngounoumane, Palmarin Ngallou et Palmarin Ngueth.

## Géographie
À vol d'oiseau, les localités les plus proches sont Joal-Fadiouth, Ngalou Sessene, Mar Lodj, Mar Souloum, Diakhanor et Guimsam.

### Population

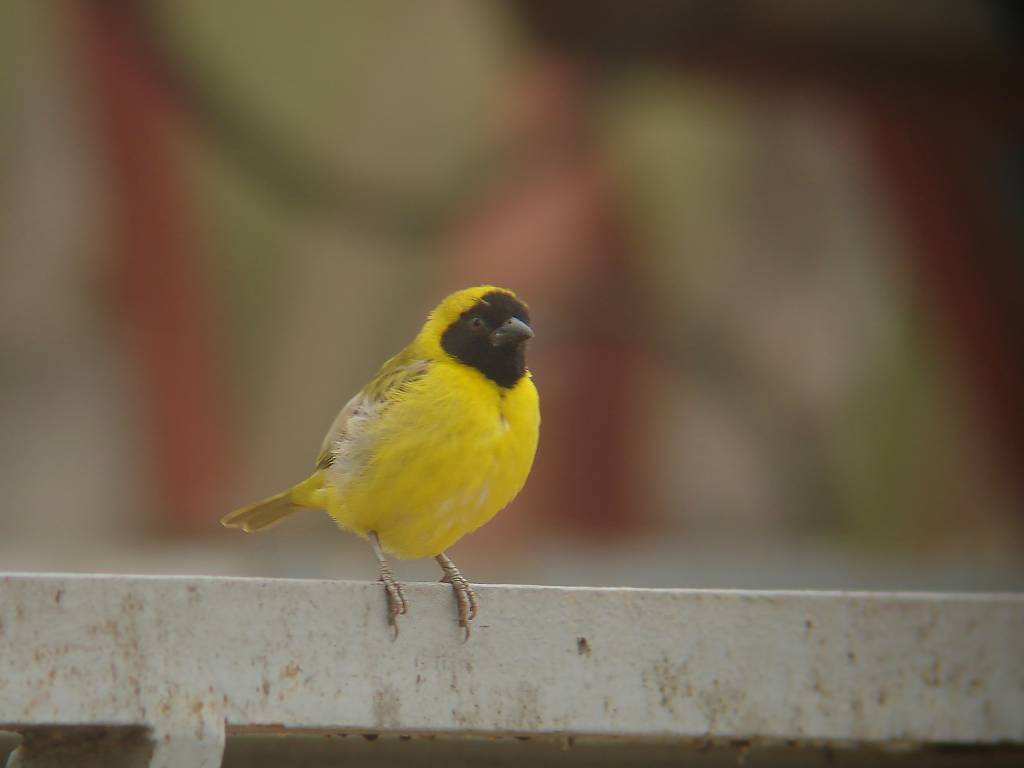
Ploceus (velatus ?) à Palmarin

En 2003, la communauté rurale de Palmarin-Facao comptait 6 698 personnes et 758 ménages.

### Économie
Palmarin vit de la pêche et de l'agriculture, mais s'ouvre aussi au tourisme, grâce à la plage, aux palmiers – qui donnent son nom à la localité – ainsi qu'au vin de palme.

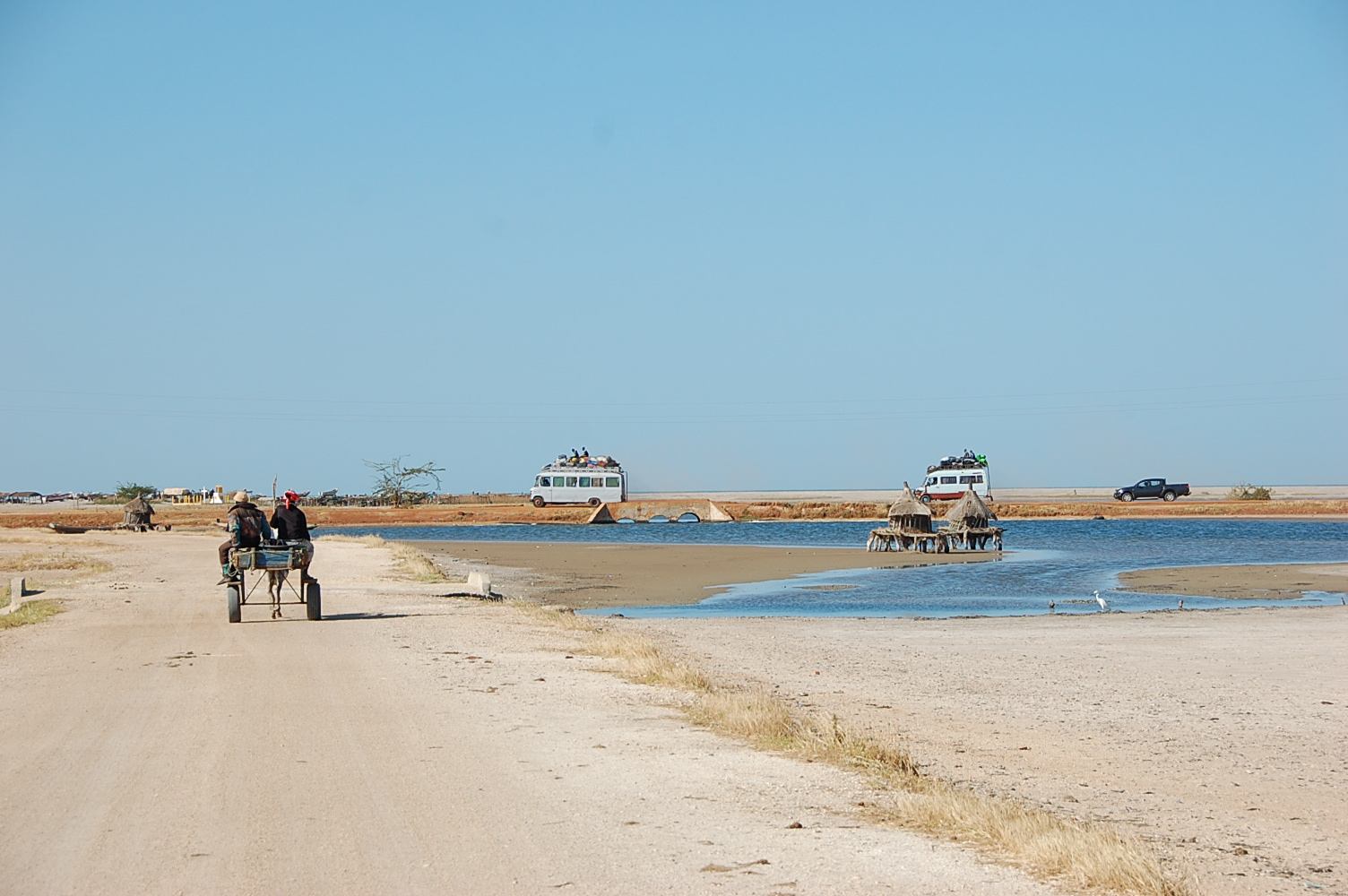
Route menant à Palmarin et bordant un espace aquatique naturel.
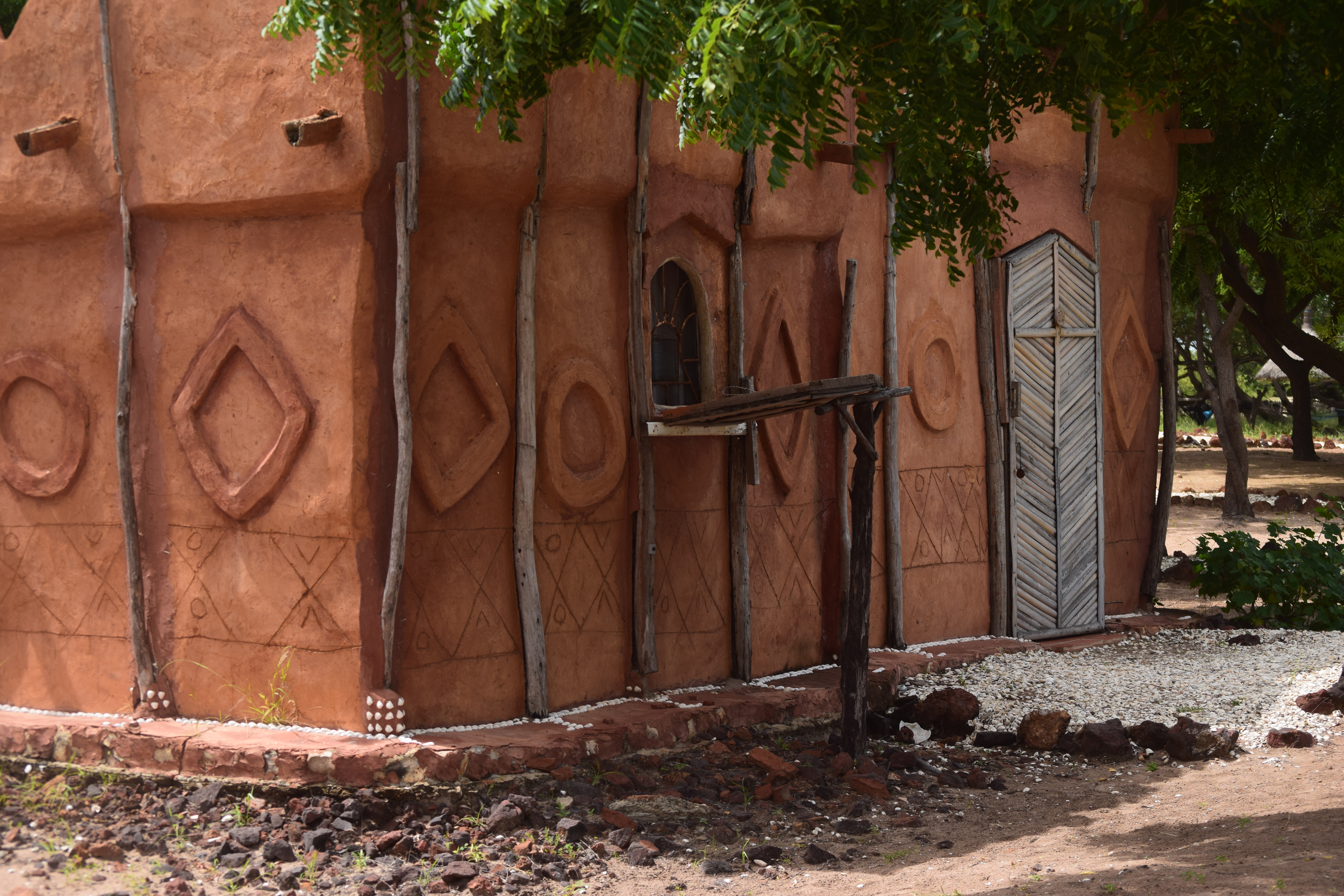
Écolodge.
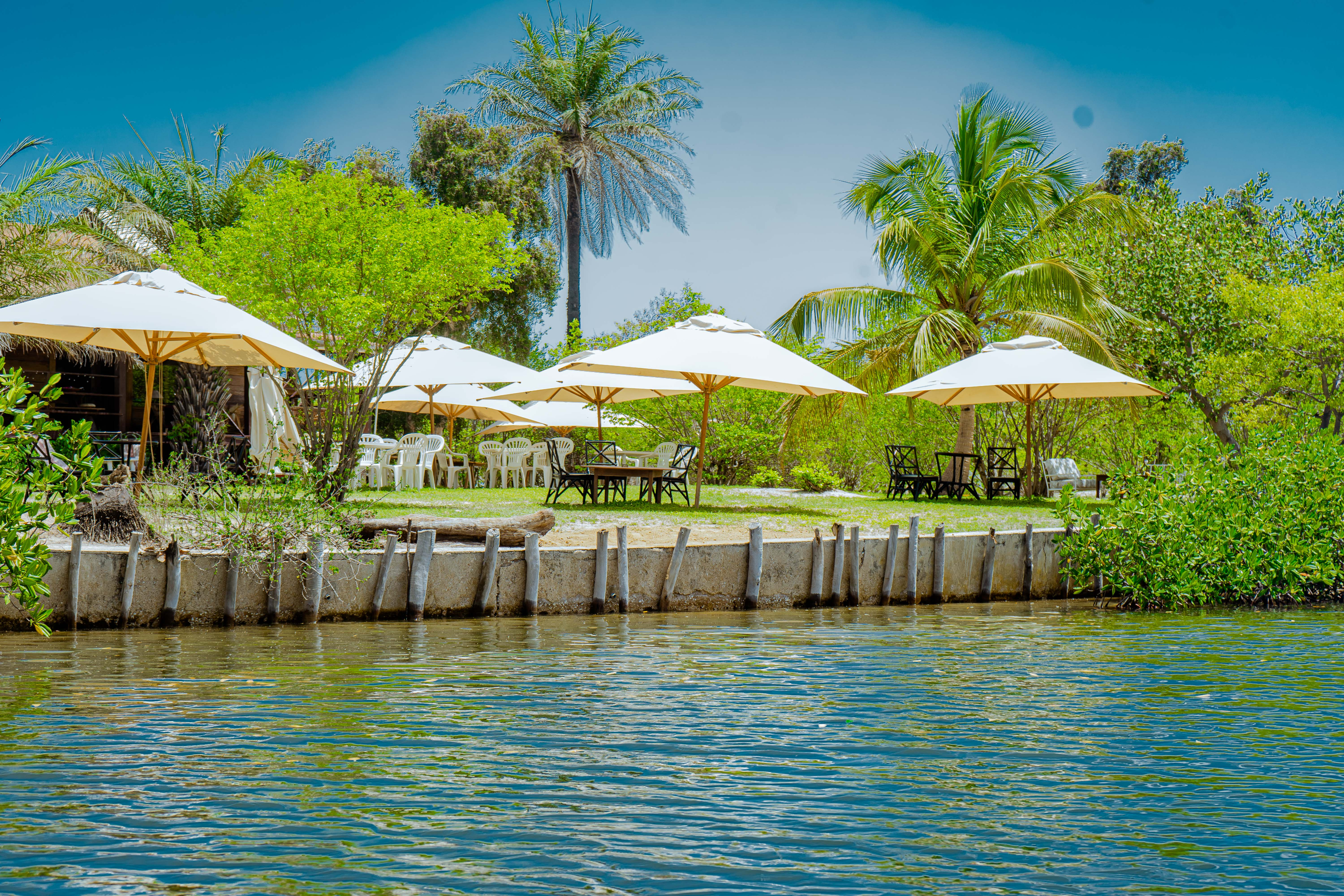
L'environnement paradisiaque d'un espace privé à palmarin

## Environnement
À proximité se trouve la Réserve naturelle communautaire de Palmarin, appréciée pour son paysage de mangrove, le calme et l'observation des oiseaux.
Cette zone de mangrove est une zone où l’occupation des zones côtières par les populations est très intense. La pression sur la ressource en bois de mangrove est donc importante. Les voies d’accès à la zone sont nombreuses et beaucoup de populations extérieures viennent s’y approvisionner en bois, ce qui augmente encore la pression sur la mangrove. La zone est proche de l’océan et est fortement exposée aux phénomènes d’érosion et d’ensablement, ce qui explique la disparition progressive du Rhizophora et le développement de l’Avicennia (qui contrairement au Rhizophora, supporte les sols sableux). Dans cette zone, l’accent doit être mis sur les activités de restauration de la mangrove.